# Apel·lació a la majoria
L'apel·lació a la majoria o argumentum ad populum (en llatí significa "dirigit al poble") és una fal·làcia lògica que implica respondre a un argument o a una afirmació referint-se a la suposada opinió que en té la gent en general o recórrer al "sentit comú" i d'altres generalitzacions, en lloc de l'argument per si mateix. Un argument ad populum, i per tant, fal·laç, té aquesta estructura: 
- A afirma B
- Es diu que la majoria de la gent diu o afirma B
- Per tant, B és cert

Ad populum és una fal·làcia lògica també coneguda com a sofisma populista, pel fet que sol usar-se en discursos més o menys populistes. És d'ús habitual en els arguments de les discussions quotidianes. També s'utilitza a vegades en política i en els mitjans de comunicació encara que no és tan poderosa com l'argument ad hominem. Sol adquirir més credibilitat quan va acompanyada d'un sondeig o enquesta que protegeix l'afirmació fal·laç. Malgrat tot, és bastant subtil i per a orelles poc acostumades pot passar desapercebuda.